# Mayores con reparos
Mayores con reparos es una obra de teatro, escrita por Juan José Alonso Millán y estrenada en el Teatro Reina Victoria de Madrid en 1965.

## Argumento
La obra recrea la vida de tres chicas que trabajan en el cabaret: Pepita, objeto de seducción de Fernando; Estrella, totalmente alocada y Patricia, que añora su tierra natal. Los seis personajes son interpretados por dos actores.

## Representaciones destacadas
- Teatro (Estreno, Madrid, 18 de abril de 1965): Intérpretes: Fernando Fernán Gómez, Analía Gadé, luego sustituidos por Antonio Casal, Pastor Serrador y Lina Canalejas.
- Cine (España, 1966): Dirección: Fernando Fernán Gómez. Intérpretes: Fernando Fernán Gómez, Analía Gadé, Manuel Alexandre.
- Teatro (Teatro Muñoz Seca, Madrid, 1996): Intérpretes: José Rubio, Rosa Valenty.